# ミキシング!
『ミキシング!』とは、栃木放送で月曜日から木曜日の午後から夕方にかけて放送されていたローカルワイド番組。同じ時間帯で金曜日放送の『隆さま劇場』（りゅうさまげきじょう）も取り上げる。

## 概要
2023年4月3日より開始された月曜日から木曜日に放送されるワイド番組である。同年3月まで月曜日から金曜日に放送されていたワイド番組『Accent〜アクセント〜』（アクセント）の後継番組となる。金曜日に関しては2023年3月まで『Accent〜アクセント〜』の金曜日パーソナリティであった栃木放送アナウンサー阿久津龍一がパーソナリティを務める番組『隆さま劇場』が開始された。
2024年3月28日をもって『ミキシング!』は終了となった。同年4月より月曜日から水曜日は前番組と同じ読みで表記が変更となった『Accent!』（アクセント）の放送が開始された。木曜日は番組開始時はタイトル未発表であったが『つぶやき松井のよ〜く聴かないで』とタイトルが発表され、『ミキシング!』の木曜日パーソナリティであったつぶやきシローと栃木放送アナウンサー松井里恵がパーソナリティを務める番組が開始された。金曜日の『隆さま劇場』は2024年4月以降も継続された。

## パーソナリティー

### ミキシング!
- 月 - 菊池元男・MARIKA
- 火 - 篠田和之・中里弥菜
- 水 - クリオーネ・藤田真奈
- 木 - 松井里恵・つぶやきシロー

### 隆さま劇場
- 金 - 阿久津隆一

## タイムテーブル

### ミキシング!
出典
- 13:45 - (木)介護の情報番組「あふれる笑顔によりそって」
- 14:15 - (水)えりのあニコニコ便り
- 14:30 - (月)リフォーム幸せ家族生活＜松下サービスセンター＞
- 14:40
  - (月)ピカピカ☆ミキシング！
  - (火)旬！SHUN！ピックアップ
  - (木)鈴々舎馬るこの落語生活・篠原宣義の音楽生活＜ダイサン＞
- 15:05 - (水)田舎のマドンナ(最終週)
- 15:30 - (火)元気スイッチ、(木)まいどあり～。
- 15:45 - (月)ラビンズの法則、(第4月)フォークの時代、(水)身近なことからSDGs
- 16:10 - (月)地域を見る、(水)絆を創る、(木)新井が解く
- 16:30 - (火)納得健康15分＜各社＞
- 16:45 - (月1回木)サニーマートのトータルヘルシー＜サニーマート＞
- 16:55 - (木)つぶやきシローは、この時間に帰るため、あとの時間は松井がひとりで進行する。（後番組でも同様の処置。）

- 17:05 - (月)おばあちゃんにラジオ＜家族葬専用式場つむぎ＞、(火)ペンが走る
- 17:10 - (月・水)とちぎふるさとネットワーク
- 17:15 - (第1月)高めよう！栃木の交通マナー
- 17:30 - 県政インフォメーション
- 17:58 - 献血会場案内
- 18:15
  - (月)ブリッツェンのイナズマRadio！　　
  - (火)ゴールデンブレーブスのthe Dreamers
  - (水)Come on! Bucks!
  - (木)BEST! BREX!
- 18:30 - (月火木)ホットトピックス、(水)ヒロセさんち＜トヨタウッドユーホーム＞

### 隆さま劇場
- 13:30 - 今旬インフォメーション＜各社＞
- 14:05 - 是枝つぐとのおみおくり百科＜クローバー＞
- 14:30 - 週刊栃木プロレス＜ウスイ産業＞
- 14:40 - 走裕介の唄ってよかんべ！
- 15:05 - 隆さまフレンズ
- 16:30 - 金曜 飛び出せ飛行船
- 16:40 - バモス！栃木SC！＜足利銀行＞
- 17:10 - とちぎふるさとネットワーク
- 17:20 - ウィークエンドうつのみや＜宇都宮市＞
- 17:30 - 県政インフォメーション＜栃木県＞
- 17:58 - 献血会場案内＜栃木県赤十字血液センター＞